# Rigel
Rigel (β Ori / β Orionis / Beta Orionis) è una stella della costellazione di Orione, la settima più luminosa del cielo, con una magnitudine apparente di +0,13. Sebbene secondo la nomenclatura di Bayer la stella abbia la lettera greca β, è in realtà la stella più luminosa della costellazione, più luminosa anche di Betelgeuse, cui è stata assegnata la lettera α.
Rigel è una supergigante blu molto luminosa situata a una distanza di circa 860 al dal sistema solare. Si tratta dell'oggetto più luminoso entro un raggio di un migliaio di anni luce dal Sole. È una stella variabile complessa con molti periodi di variazione sovrapposti fra loro. Attorno ad essa si trova una gran quantità di gas interstellare, che viene illuminato dalla sua intensa radiazione ultravioletta, rendendolo così luminoso per riflessione.
Si tratta in realtà di un sistema stellare perché intorno alla supergigante orbitano due stelle azzurre di sequenza principale.
Il nome di Rigel è una contrazione dell'arabo Rijl jawza al-yusra, che significa "il piede sinistro di Colui che è Centrale". Tale nome fa riferimento alla posizione della stella nella costellazione in corrispondenza del "piede" sinistro di Orione.

## Osservazione

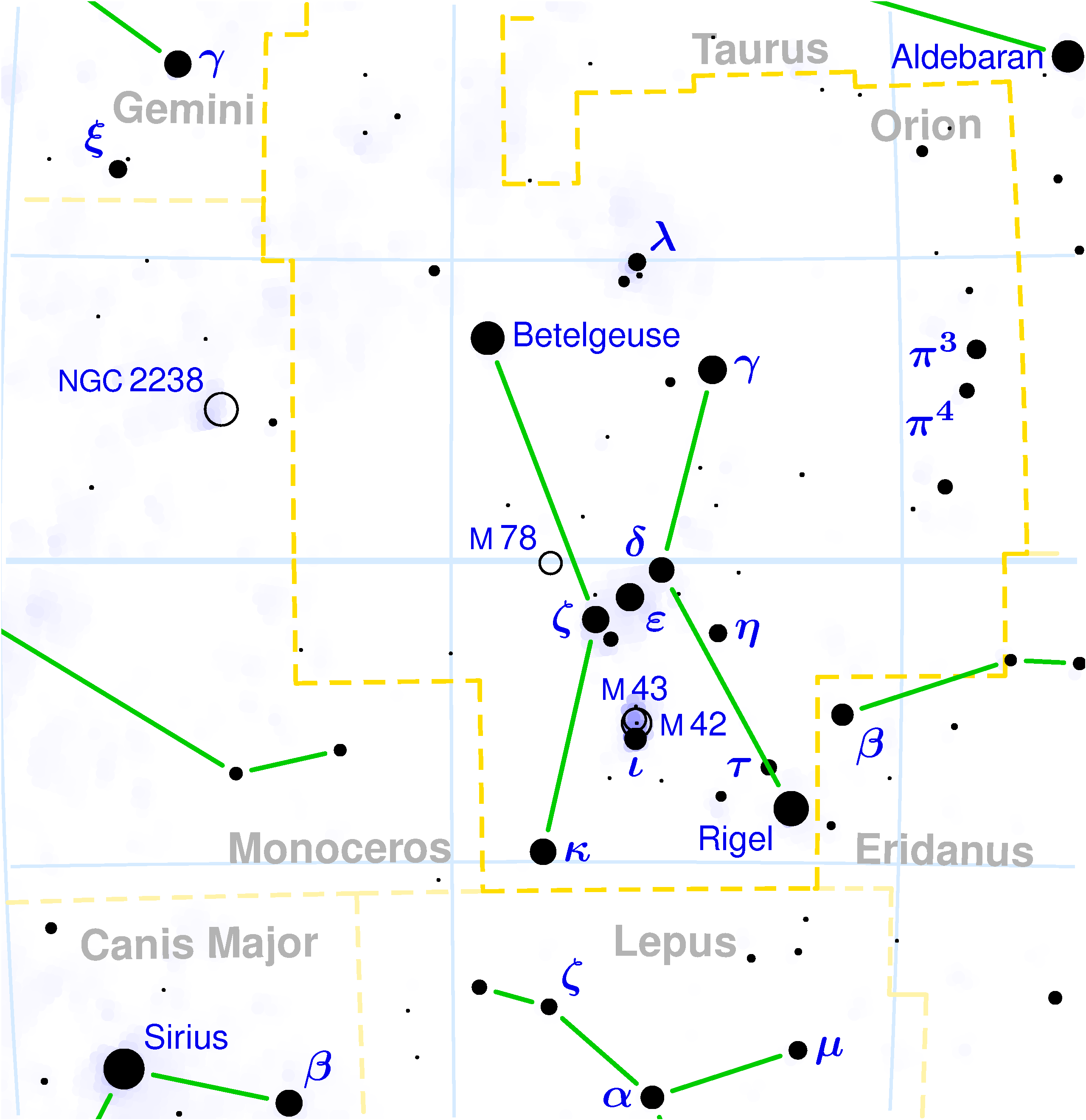
Carta della costellazione di Orione

La magnitudine apparente media di Rigel è di +0,13, il che la rende la stella più luminosa della costellazione di Orione nonché la settima stella più luminosa della volta celeste escluso il Sole, appena più debole di Vega e più luminosa di Procione. È anche più luminosa di ogni singola componente di Capella, anche se questa stella binaria risulta apparentemente più luminosa di Rigel se presa come un unico punto di luce, così come appare ad occhio nudo. Essendo una stella variabile la sua magnitudine non è costante, e varia da +0,05 a +0,18.
Nonostante Rigel sia la stella più luminosa della sua costellazione, le è stata assegnata la lettera β. Ciò può essere dovuto o al fatto che, al momento dell'assegnazione delle lettere nel 1603, Betelgeuse, in virtù della sua variabilità, era più luminosa di quanto non sia ora, oppure semplicemente al fatto che Johann Bayer, come in molti altri casi, si è basato sulle posizioni delle stelle piuttosto che sulla loro effettiva luminosità al momento dell'assegnazione della lettera.
Rigel appare di un colore bianco-azzurro il suo indice di colore (B-V) è di -0,03.
Rigel è una stella dell'emisfero australe, ma è talmente prossima all'equatore celeste (solo 8° a sud) da poter essere osservata da tutte le aree abitate della Terra, senza difficoltà. D'altra parte questa vicinanza all'equatore celeste fa sì che essa sia circumpolare solo nelle regioni vicine al polo sud terrestre.
L'individuazione di Rigel è facilitata, oltre che dalla sua notevole luminosità, anche dal fatto che appartiene alla costellazione di Orione, una delle figure più note e riconoscibili della volta celeste. Essa è posta nella parte sud-ovest della costellazione, in corrispondenza del suo piede destro, secondo l'Uranometria di Bayer, o sinistro, secondo l'etimologia araba. Si trova infatti a sud rispetto alla Cintura di Orione (formata da Alnitak, Alnilam e Mintaka) e a ovest rispetto a Saiph, con la quale forma una delle basi della figura a forma di clessidra, costituita dalle stelle più luminose della costellazione.
Rigel culmina a mezzanotte il 12 dicembre, e alle 9 di sera del 24 gennaio, ed è quindi maggiormente visibile nelle sere d'inverno nell'emisfero settentrionale e in quelle estive dell'emisfero australe. Rigel è anche una delle più importanti stelle nella navigazione astronomica, grazie alla sua luminosità e al fatto che si trovi nei pressi dell'equatore celeste, il che la rende visibile da tutti gli oceani del mondo.
Per quanto riguarda le dinamiche terrestri, Rigel possiede attualmente la declinazione più settentrionale che possa raggiungere nel ciclo precessionale, essendo prossima alle 6h di ascensione retta; fra circa 13 000 anni (come lo è stato anche 12 000 anni fa), Rigel sarà al contrario nel punto più meridionale, e sarà osservabile dall'emisfero nord solo in prossimità del Tropico del Cancro.

## Ambiente galattico

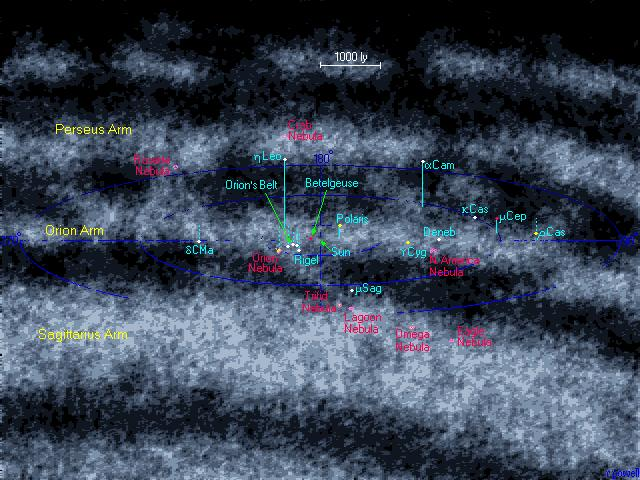
Ambiente galattico di Rigel e del Sole

La nuova riduzione dei dati astrometrici del telescopio spaziale Hipparcos risalente al 2007 ha portato a un nuovo calcolo della parallasse di Rigel, che è risultata essere 3,78 ± 0,34 mas. Pertanto la distanza di Rigel dalla Terra è pari a 1/0,00378 ± 20 pc, ossia 264 ± 20 pc, equivalenti a circa 860 ± 70 anni luce. Tuttavia, il metodo della parallasse a queste distanze non è pienamente affidabile e il margine di errore ampio. Solo con la conclusione della missione Gaia si potranno avere dati più precisi. In ogni caso, questa stella si trova sullo stesso braccio della Via Lattea su cui si trova anche il Sole, cioè il braccio di Orione, il cui nome deriva dal fatto che il suo punto più ricco ed intenso si trova proprio in direzione della costellazione di Orione.
Sulla stessa linea di vista di Rigel e lungo il medesimo braccio galattico, si trovano anche l'associazione OB Orion OB1 e la nebulosa di Orione, ad essa collegata. Di questa associazione fanno parte molte stelle calde e luminose della costellazione, comprese Saiph e le tre che formano la Cintura. Tuttavia la distanza di Rigel da noi è circa la metà di quella delle stelle che formano l'associazione. È pertanto dubbio che Rigel ne faccia parte: a volte viene considerata un membro staccato dell'associazione, ma più spesso è considerata un membro dell'Associazione R1 del Toro-Orione. Il fatto che Betelgeuse si trovi più o meno alla stessa distanza da noi a cui si trova Rigel e abbia più o meno la stessa età (circa 10 milioni di anni) farebbe pensare a un fenomeno di formazione stellare avvenuto di fronte all'associazione Orion OB1 alla distanza di 200-300 parsec, che ha generato anche queste due stelle. Tuttavia, altre interpretazioni sono possibili. Per esempio, Harper, Brown e Guinan (2008) hanno seguito a ritroso la traiettoria che Betelgeuse deve avere percorso nello spazio nei milioni di anni passati, dato il suo attuale moto proprio, scoprendo che essa porta in una regione esterna al disco galattico nella quale è improbabile che essa si sia formata. Gli studiosi ritengono più probabile che Betelgeuse si sia formata in una delle sottoregioni dell'associazione Orion OB1 e che poi abbia modificato il proprio moto proprio in seguito a esplosioni di supernovae o a incontri ravvicinati con altre stelle. Beltelgeuse sarebbe pertanto un'altra stella fuggitiva proveniente dall'associazione, come le celebri AE Aurigae e μ Columbae. Studi analoghi tuttavia non sono stati ancora compiuti su Rigel.

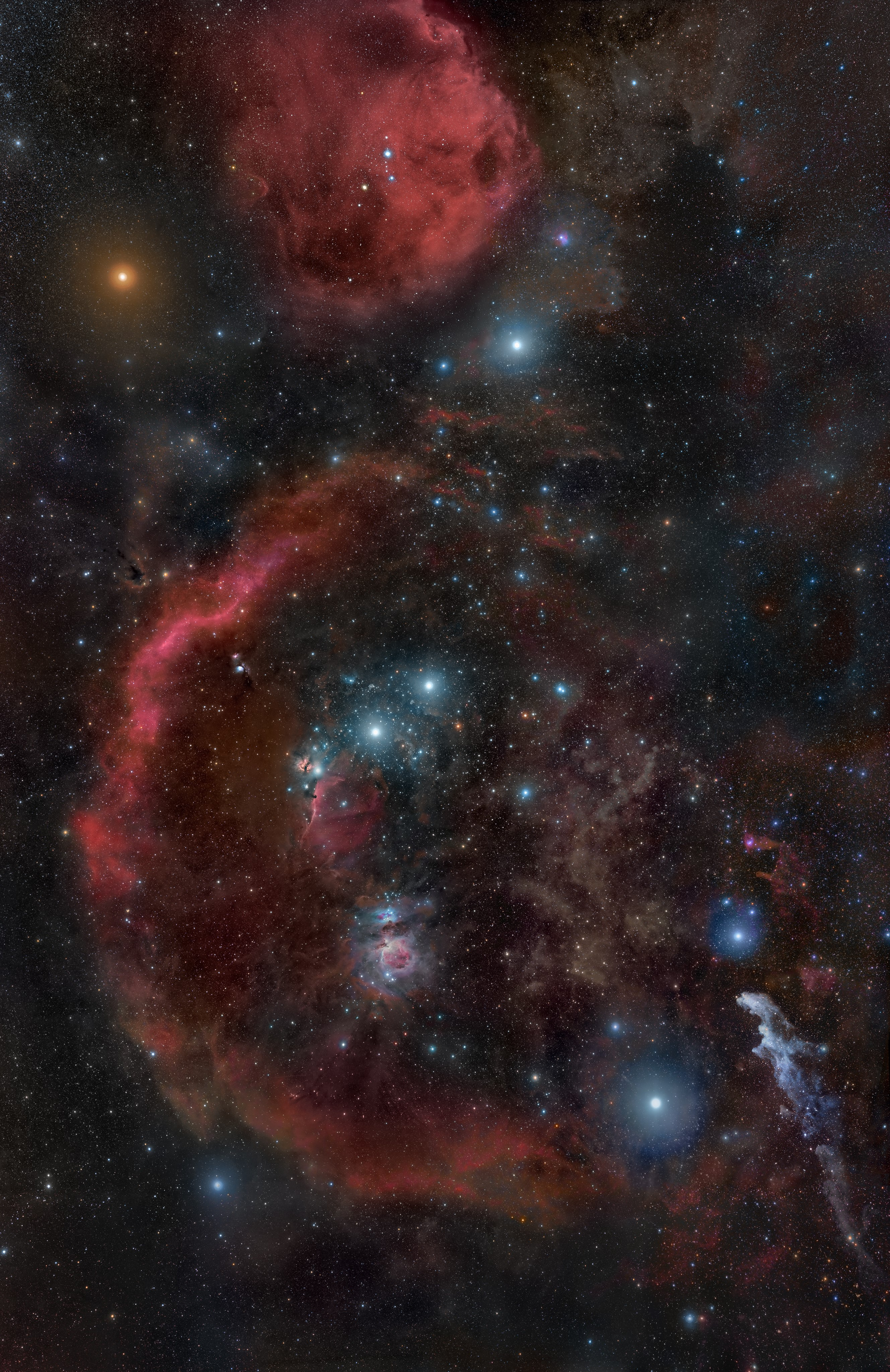
Fotografia che mostra la costellazione di Orione e il complesso molecolare di Orione. Rigel è la stella luminosa in basso a destra nella fotografia. In alto a sinistra la stella di colore arancione è Betelgeuse. Al centro le tre stelle della Cintura. A destra di Rigel, nei pressi del margine della fotografia, si nota l'azzurra e allungata nebulosa Testa di Strega.

Essendo una stella brillante e inoltre muovendosi in una regione folta di nebulose, Rigel illumina numerose nubi di polvere nelle sue vicinanze, come vdB 36 e la nebulosa Testa di Strega; quest'ultima è una nebulosa a riflessione che si trova circa due gradi e mezzo a nord-est, a circa 40 anni luce da Rigel. Nonostante la distanza, la Nebulosa Testa di Strega è ugualmente illuminata da questa stella a testimonianza della sua grande luminosità. Essa è di colore azzurro perché riflette la luce di Rigel, che ha questo colore.
Le coordinate galattiche di Rigel sono 209,2412° e −25,2454°. Una longitudine galattica di circa 209° significa che la linea ideale che congiunge il Sole e Rigel, se proiettata sul piano galattico, forma con la linea ideale che congiunge il Sole con il centro galattico un angolo del medesimo valore. Ciò significa che Rigel è un po' più lontana dal centro galattico rispetto al Sole. Una latitudine galattica di circa −25° significa che Rigel si trova più a sud rispetto al piano in cui sono posti anche il Sole e il centro galattico.

## Caratteristiche

### Temperatura e luminosità
Il colore azzurro di Rigel è determinato dalla sua alta temperatura superficiale. Il valore di tale temperatura non è tuttavia conosciuto con certezza: alcune misurazioni hanno dato come risultato 12000 K, altre 13 000 K. In ogni caso, Rigel è stabilmente assegnata alla classe spettrale B8.
La luminosità assoluta di una stella è ricavabile dalla sua luminosità apparente e dalla sua distanza dalla Terra. Visto che la distanza precisa a cui Rigel si trova è incerta, anche la sua luminosità intrinseca è difficilmente determinabile con precisione. Nel calcolo vi deve inoltre tenere conto che, data la sua alta temperatura superficiale, Rigel emette molta radiazione nella banda dell'ultravioletto. Le stime della luminosità di questa stella variano fra le 66000 L⊙ e le 120000 L⊙. Tenendo buono quest'ultimo valore, basato sulla nuova riduzione dei dati di Hipparcos, la magnitudine assoluta bolometrica di questa stella si aggirerebbe attorno a −8 e questo fa di Rigel l'oggetto più luminoso entro il raggio di un migliaio di anni luce del Sole. Occorre allontanarsi dal Sole almeno 1400 al fino a Deneb, α Cygni, per trovare una stella sicuramente più luminosa. Anche Deneb si trova sul braccio di Orione della Via Lattea, ma nella direzione opposta a quella in cui si trova Rigel. Un'altra stella che potrebbe contendere a Deneb il primato di stella più luminosa nelle vicinanze del Sole a una distanza superiore a quella di Rigel è Naos, ζ Puppis, che è sicuramente più luminosa di Deneb: tuttavia non è ancora ben chiaro quale delle due stelle sia la più vicina.

### Raggio e massa
Rigel è classificata come stella supergigante; in particolare essa è stata assegnata alla classe di luminosità Ia (a volte Iab), che raccoglie le supergiganti più luminose. Ciò significa che Rigel ha già abbandonato la sequenza principale e si trova in un avanzato stato evolutivo. Abbandonando la sequenza principale, Rigel ha cominciato a aumentare le sue dimensioni, che sono diventate ragguardevoli. Basandosi sulla sua luminosità e sulla sua temperatura, si può ricavare che essa ha un raggio che è 74 volte quello del Sole, mentre misurazioni dirette del diametro di Rigel hanno dato come risultato 2,43 mas nel 2005, con il VLTI dell'ESO, e di 2,76 mas con l'interferometro CHARA nel 2009. Assumendo quest'ultima misura e la distanza calcolata sulla base dei dati del satellite Hipparcos si ottiene un raggio di Rigel in 78,9 ± 7,4 R☉ (corrispondenti a circa 55×106 km) in buon accordo con il raggio calcolato in base a luminosità e temperatura.

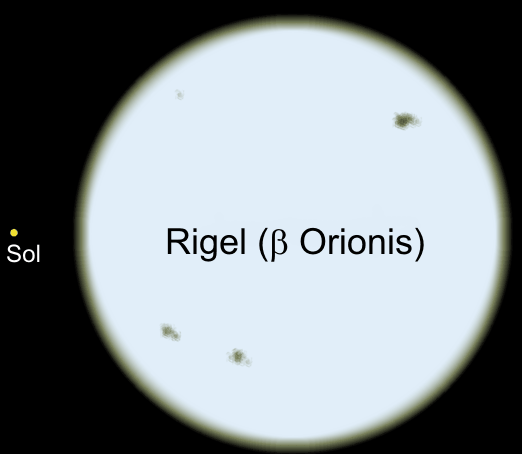
Confronto fra le dimensioni del Sole e quelle di Rigel

I margini di incertezza sono tuttavia ampi: basandosi sul calcolo di altri parametri come la gravità superficiale e sul suo stato evolutivo, Israelian et al. (1997) hanno ricavato un raggio di 130 R☉. Se fosse posta al centro del Sistema solare, Rigel raggiungerebbe quindi almeno l'orbita di Mercurio, ma potrebbe addirittura avvicinarsi all'orbita di Venere, se le stime più alte dovessero rivelarsi corrette.
Sebbene nel corso della sua evoluzione abbia perduto grandi quantità di materiale, Rigel ha una massa diverse volte maggiore di quella del Sole. Secondo uno studio di Przybilla et al. del 2010, condotto utilizzando modelli teorici delle tracce evolutive delle stelle massicce, la massa di Rigel sarebbe pari a 23 M⊙; Hohle nel 2010 utilizza diversi modelli evolutivi ottenendo valori compresi fra 11,64 e 19,22 M⊙; infine Tetzlaff et al. nel 2011 hanno calcolato la media fra i risultati di diversi modelli evolutivi ottenendo 19,2±0,1 M⊙.
La massa di Rigel è dunque paragonabile a quella della supergigante rossa Betelgeuse, sua compagna di costellazione. Tuttavia le due stelle si trovano in due stati evolutivi differenti. Rigel sta probabilmente espandendosi e raffreddandosi in superficie dopo aver terminato l'idrogeno disponibile nel suo nucleo; in tal caso possiederebbe ora un nucleo inerte di elio e diventerebbe in futuro una supergigante rossa. Betelgeuse ha invece già raggiunto questa fase. Sebbene sia improbabile, esiste tuttavia anche un'altra possibilità, più remota, che Rigel abbia già superato la fase di supergigante rossa e che sia ridiventata una supergigante blu, cominciando a fondere l'elio in carbonio nel suo nucleo. In tal caso Rigel sarebbe andata incontro a maggiori perdite di massa rispetto alle ipotesi precedenti e quindi la sua massa attuale sarebbe ridotta a 14 M⊙.

### Velocità e periodo di rotazione
Le stelle giganti e supergiganti, uscendo dalla sequenza principale, aumentano il loro volume. Per la legge di conservazione del momento angolare, la velocità di rotazione diminuisce. Queste stelle quindi di solito ruotano tanto più lentamente quanto più hanno aumentato il loro volume. Rigel, come tutte le stelle molto calde, quando era all'interno della sequenza principale doveva ruotare molto velocemente, tanto che forse la sua velocità di rotazione era all'equatore circa 400-500 km/s, vicina alla velocità critica, oltre la quale una stella si distruggerebbe. L'eccesso di elio riscontrato nell'atmosfera stellare di Rigel è stato spiegato proprio sulla base di questa originaria velocità di rotazione molto elevata: essa dovrebbe infatti avere provocato un rimescolamento dei prodotti del ciclo CNO, quando questa stella si trovava nella sequenza principale.
L'attuale velocità di rotazione di Rigel è molto difficile da determinare, così come lo è in tutte le supergiganti. Le stelle di questo tipo infatti uniscono una velocità di rotazione ridotta, causata dall'aumento di volume, a un'atmosfera estremamente turbolenta e non è semplice separare i movimenti del gas dovuti alla rotazione e quelli dovuti alla turbolenza. Tuttavia, Rigel è stata fatta oggetto di molteplici indagini in questo campo. Gli studi condotti stimano che la velocità di rotazione proiettata (veq × sin i) abbia un valore compreso fra 25 km/s e 43 km/s. La velocità di rotazione effettiva di Rigel dipende dall'angolo di inclinazione dell'asse di rotazione della stella rispetto alla nostra linea di vista, che non è conosciuto con precisione. Tuttavia Chesneau et al. (2010), tramite lo studio delle variazioni della linea Hα, sono riusciti a rilevare la presenza di un'omogeneità sulla superficie di Rigel, che li ha portati a speculare che l'asse di rotazione della stella abbia un'alta inclinazione rispetto alla nostra linea di vista. Moravveji et al. (2012) assumono quindi 60° ≤ i ≤ 90°. Supponendo che il raggio stellare sia 78,9 R☉ e che la velocità di rotazione proiettata sia 25 km/s, come indicano due indipendenti studi del 2010, allora se ne ricava che se l'asse di inclinazione è inclinato di 60° il periodo di rotazione è di 137 giorni, mentre se l'asse è inclinato di 90°, il periodo è di 158 giorni. Il periodo di rotazione di Rigel dovrebbe essere quindi compreso fra questi due valori.

### Vento stellare

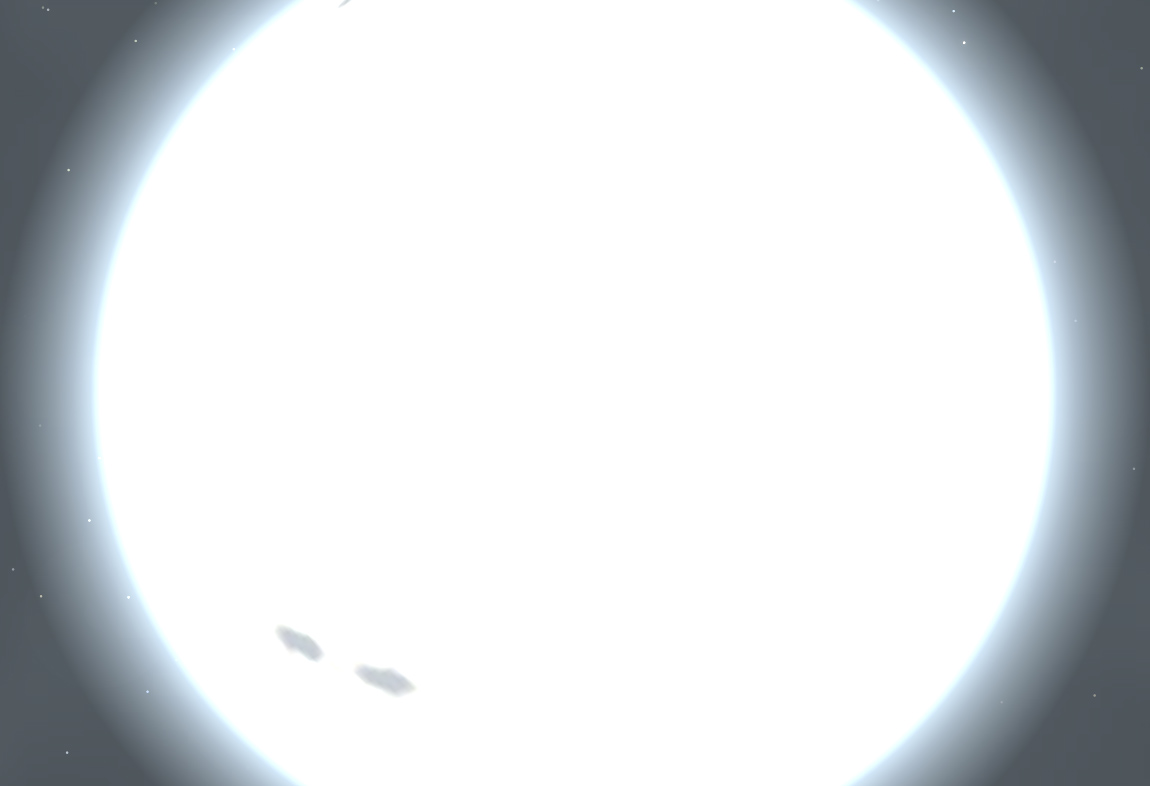
Rappresentazione artistica di Rigel vista da una distanza di 1 unità astronomica

Come tutte le stelle supergiganti, Rigel emette massicciamente gas tramite il proprio vento stellare. Si tratta di un vento stellare relativamente veloce (400 ≤ v ≤ 600 km/s), che emette radiazione nelle frequenze dell'ultravioletto. Questo vento stellare origina una notevole perdita di massa da parte della stella, ma c'è incertezza riguardo a quanto essa ammonti di preciso. Le misurazioni effettuate da tre diversi studi la collocano fra 1,1 milionesimi e 1,3 decimilionesimi di massa solare ogni anno. Si tratta di una perdita che è nell'ordine di 1-10 milioni di volte la massa persa dal Sole ogni anno a causa del vento solare. In ogni caso tale perdita non avviene in modo regolare, ma avviene in eruzioni che danno origine a diverse shell di gas, concentriche le une alle altre, che si espandono allontanandosi dalla stella. Queste eruzioni sono probabilmente uno dei fattori responsabili della variabilità della stella.
Studi condotti da Chesneau et al. (2014) su osservazioni condotte nel corso di due campagne osservative, nel 2006-2007 e nel 2009-2010, questi ultimi utilizzando lo strumento AMBER del VLT in Cile, dimostrano la forte variabilità del vento stellare di Rigel e della variazione del tasso di massa persa su scala temporale di un solo anno. Nella seconda campagna l'atmosfera di Rigel appariva molto più tranquilla rispetto a 1-2 anni prima e la massa persa dalla stella tramite il vento stellare è passata da (9,4±0,9)×10−7 M⊙ a (7,6±1,1)×10−7 M⊙ perse all'anno, con una differenza in percentuale, tra i due periodi osservativi, dell 20% circa.

### Variabilità
Rigel varia la sua luminosità in modo irregolare, come è tipico delle supergiganti, e viene comunque classificata come variabile Alfa Cygni, una classe di stelle che mostrano variazioni di luminosità sovrapposti dovute a pulsazioni non radiali, e il cui prototipo è Deneb (α Cygni). Sia il periodo di variazione che l'ampiezza non sono infatti costanti. Secondo alcuni studiosi il semiperiodo medio di queste variazioni è 22 giorni. Tuttavia secondo altri studiosi, le variazioni di luminosità della stella non hanno alcuna regolarità. In ogni caso la variabilità di Rigel resta piuttosto complessa; variazioni della velocità radiale della stella hanno individuato almeno 19 oscillazioni simultanee non radiali, con periodi che vanno da 1,2 a 74 giorni. L'intervallo di variabilità va da 0,03 a 0,3 magnitudini, cioè dal 3 al 30 percento. L'esatto meccanismo all'origine di queste variazioni non è ancora conosciuto e sono state fatte al proposito diverse ipotesi. Una prima è che la stella vada incontro a pulsazioni non radiali, che interessano larghe parti dell'atmosfera stellare, in modo irregolare e non periodico. Queste pulsazioni sarebbero accompagnate da grandi perdite di massa, che renderebbero di forma irregolare l'involucro della stella.
Sono state avanzate altre ipotesi. Poiché alcune osservazioni hanno rivelato la presenza non solo di gas che si allontana dalla stella, ma anche di gas che ricade su di essa, è stata proposta l'esistenza di fenomeni simili alle protuberanze solari e ai flare a cui il Sole va soggetto. Tutto ciò suggerisce l'esistenza di una cromosfera, per certi versi simile a quella del Sole. Le protuberanze sarebbero più frequenti in corrispondenza dell'equatore stellare e sarebbero collegate con il magnetismo di Rigel. La sua superficie presenterebbe infatti delle macchie stellari. Nella zona interessate da esse si originerebbero vaste eruzioni di materiale confinato magneticamente che causerebbero loop molto estesi (decine di volte più grandi di quelli che interessano il Sole), che arriverebbero fino ad un'altezza pari a un quarto del raggio della stella. Le variazioni di luminosità di Rigel potrebbero essere associate a questi fenomeni, tuttavia, in un monitoraggio spettroscopico a lungo periodo pubblicato nel 2012, non è stato rilevato nessun campo magnetico attorno alla stella, come solitamente succede per le supergiganti di classe O e B. Le variazioni della luminosità di Rigel potrebbero dipendere da uno o più fenomeni associati tra loro, come presenza di macchie, perdite di massa, pulsazioni o dall'interazione tra diverse strutture esistenti in prossimità della fotosfera stellare.

### Stato evolutivo
Entrata nella sequenza principale fra i 3 e 10 milioni di anni fa come una stella di classe spettrale O, avente forse una massa una trentina di volte quella del Sole, Rigel ha già esaurito l'idrogeno presente nel suo nucleo e quindi è già entrata nelle fasi finali della sua esistenza. Stelle della massa di Rigel, infatti, bruciano molto velocemente il loro combustibile nucleare e hanno quindi una vita (in termini astronomici) molto breve. Da quando è entrata nella sequenza principale, Rigel ha sicuramente perso una consistente porzione della sua massa originaria tramite il potente vento stellare prodotto dalle stelle di classe O e dalle supergiganti. Tuttavia non è ancora chiaro quanta della sua massa iniziale Rigel abbia perso, perché il suo preciso stato evolutivo non è conosciuto.
Circa lo stato evolutivo di Rigel, infatti, due ipotesi sono possibili. Secondo la prima, Rigel sarebbe da poco uscita dalla sequenza principale e avrebbe un nucleo inerte di elio, che si sta contraendo e scaldando. L'innalzamento della temperatura del nucleo farà gonfiare in futuro la stella fino a farla diventare una supergigante rossa simile ad Antares o Betelgeuse. In questo caso la massa attuale di Rigel dovrebbe aggirarsi sulla ventina di masse solari. Una seconda possibilità è che Rigel abbia già passato lo stadio di supergigante rossa e che la temperatura del suo nucleo sia già aumentata a sufficienza per innescare la fusione dell'elio in carbonio e ossigeno. Se questo è accaduto, allora il suo nucleo si è espanso e ciò ha prodotto una nuova contrazione della stella che da supergigante rossa è tornata ad essere una supergigante blu. Se questa seconda ipotesi dovesse essere corretta, allora Rigel ha fatto in tempo a perdere maggiori quantitativi di massa, tanto che la sua massa attuale dovrebbe essere intorno alla quindicina di masse solari. In ogni caso, vista la sua massa elevata, il suo destino sembra quello di esplodere in una supernova di tipo II entro circa un milione di anni. Vista la relativa vicinanza di Rigel, questa esplosione potrebbe arrivare a brillare con una magnitudine apparente di −10, cioè apparire luminosa dalla Terra quanto un quarto della luna piena.

## Il sistema

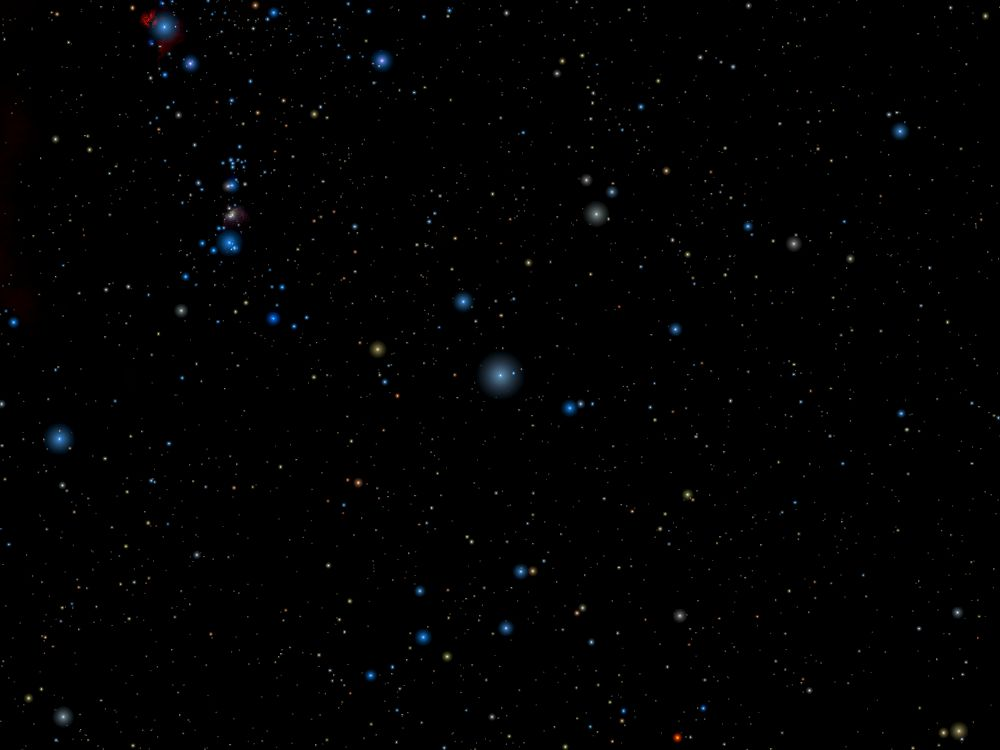
La brillante stella Rigel costituisce, secondo Bayer, il piede sinistro di Orione

Rigel non è in realtà una stella singola, ma un sistema stellare. Intorno alla stella principale, che è stata fin qui descritta e che è denominata Rigel A, orbitano due o forse più stelle. Rigel è stata riconosciuta come binaria visuale almeno dal 1831, sulla base delle osservazioni di F. G. W. Struve. La compagna visuale di Rigel A sarebbe una stella di tutto rispetto, brillando alla magnitudine apparente 6,7 nonostante la distanza di circa 800 anni luce. Tuttavia essendo vicina a Rigel A e essendo quest'ultima 500 volte più luminosa, la sua luminosità viene sovrastata dalla sua più potente compagna, sicché la sua risoluzione necessita di un telescopio di almeno 150 mm. Alla distanza stimata, la compagna di Rigel A è separata dalla primaria da almeno 2200 au (330 miliardi di km). Vista la notevole distanza fra le due componenti non si è finora osservato nessun moto orbitale, ma esse condividono il medesimo moto proprio. In ogni caso l'orbita viene compiuta in almeno 25 000 anni.
La compagna visuale di Rigel è essa stessa una binaria spettroscopica, formata da due stelle azzurre di sequenza principale. Entrambe le componenti, chiamate Rigel B e Rigel C, hanno classe spettrale B9 e hanno una temperatura superficiale di poco superiore ai 10000 K. Rigel B, la più massiccia, ha una massa pari a due volte e mezzo quella del Sole, mentre Rigel C ha una massa pari a 1,9 M⊙. Esse si trovano distanti 100 au (circa 15 miliardi di km) l'una dall'altra e compiono il loro moto orbitale in circa 400 anni.
Alla fine del XIX secolo e all'inizio del XX ci fu una lunga controversia circa la possibilità di risolvere con telescopi un'ulteriore componente ottica nelle immediate vicinanze di Rigel. Parecchi osservatori esperti affermarono di averla individuata, mentre altri affermarono di non essere riusciti in questa impresa; tuttavia, anche quelli che affermavano di esservi riusciti furono spesso incapaci di ripetere il risultato. Le osservazioni compiute in seguito hanno smentito che tale ulteriore componente ottica esista.
Potrebbe essere invece legata al sistema un'ulteriore debole stella di quindicesima magnitudine, che si trova 44 secondi d'arco dalla principale. Alla distanza di 800 anni luce, questi corrispondono a una separazione di 11 500 UA (circa 0,175 anni luce) da Rigel A. Se veramente legata al sistema, questa stella arancione di sequenza principale completerebbe la sua orbita intorno al trio delle stelle maggiori in almeno un quarto di milione di anni.

## Il cielo visto da Rigel

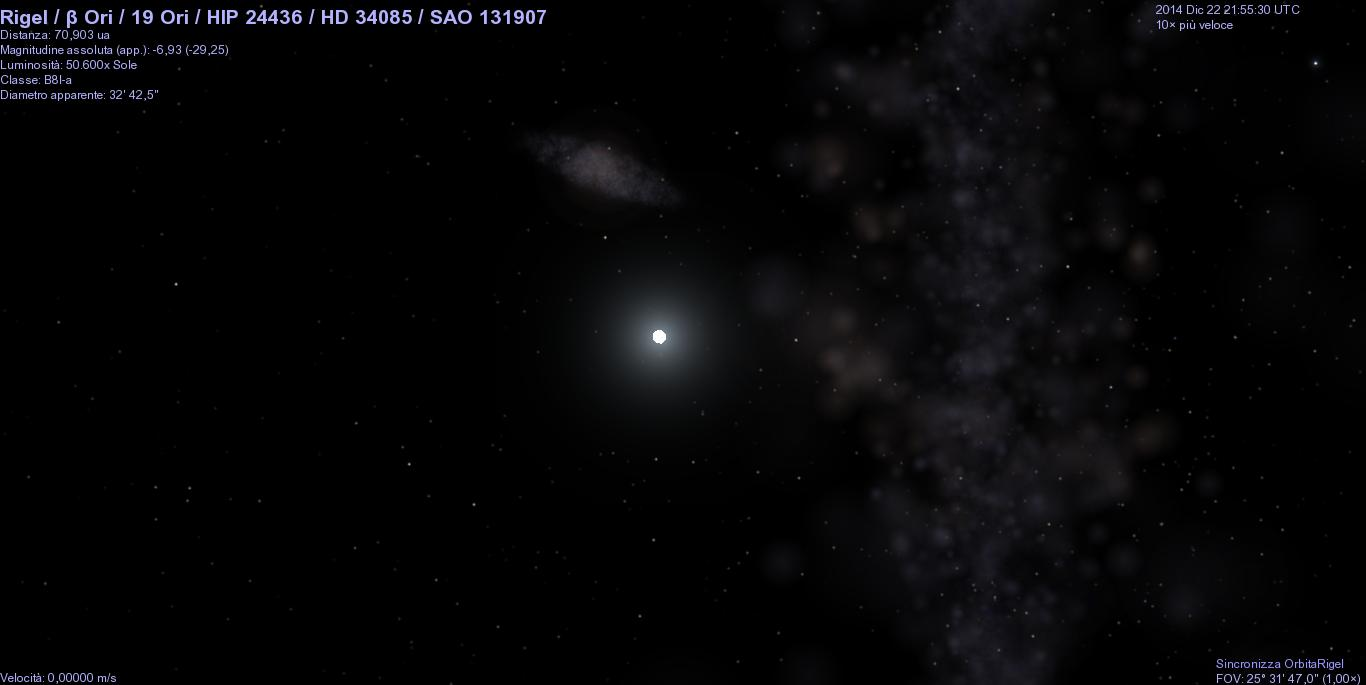
Rigel in una simulazione di Celestia come apparirebbe dalla distanza di 70 UA: nonostante la distanza, avrebbe lo stesso diametro apparente del Sole visto dalla Terra; tuttavia avendo Rigel una maggior temperatura superficiale sarebbe ancora 10 volte più luminoso della nostra stella.

Rigel, come tutte le stelle più massicce del Sole, non è certamente il luogo più adatto per la ricerca di vita come noi la conosciamo, in quanto una stella con la massa di Rigel ha una durata temporale di appena una decina di milioni di anni, tempo insufficiente perché si possano sviluppare forme di vita complesse. Nei suoi pressi nessuna delle costellazioni visibili dalla Terra avrebbe la stessa forma, data la diversa distanza e luminosità delle stelle più brillanti della volta celeste terrestre; la stessa costellazione di Orione, una delle più famose del cielo terrestre, non esisterebbe, per il semplice fatto che Rigel ne fa parte. Inoltre, data la grande distanza che separa Rigel dal Sole, non è possibile conoscere con precisione i suoi dintorni, soprattutto per quel che riguarda le stelle non particolarmente luminose, come le nane rosse. Anche il Sole a oltre 800 a.l. di distanza da Rigel, non solo non sarebbe visibile a occhio nudo, ma non lo sarebbe nemmeno con piccoli telescopi, in quanto la sua magnitudine apparente sarebbe di +12.
Se comunque esistesse un sistema planetario abitato nei pressi di Rigel, il cielo sarebbe probabilmente un po' più luminoso di quello visto dalla Terra, e diverse stelle, molte della stessa costellazione di Orione, sarebbero più brillanti. Rigel avrebbe la stessa luminosità del Sole visto dalla Terra se osservata da 250 UA, e quella della Luna piena se osservata da ben 2500 UA, vale a dire 5 volte la distanza media di Sedna, il più distante oggetto transnettuniano del sistema solare conosciuto. Una delle stelle più vicine a Rigel, a 19 anni luce, è HIP 24428, una stella di classe A simile a Sirio che, a quella distanza da Rigel, splenderebbe di magnitudine 0,36. Altre quattro stelle, che si trovano a una distanza tra 40 e 50 a.l., hanno tipo spettrale compreso da B9 a F2, e magnitudini che vanno da 1,39 a 3,42.
Tuttavia, numerose stelle conosciute sarebbero più luminose di HIP 24428: in assoluto la più brillante dei cieli rigeliani sarebbe λ Eridani, una subgigante blu che, distante da Rigel 58 a.l., brillerebbe di magnitudine −1,5, poco più di Alnitak (−1,33), che dista da Rigel 178 a.l. Con magnitudine negativa sarebbero anche λ Leporis (−0,87), distante 79 a.l., η Orionis, Mintaka, 42 Orionis e Saiph, quest'ultima distante 250 a.l. da Rigel. Betelgeuse, a poco più di 400 anni luce da Rigel, sarebbe l'ottava stella più luminosa del cielo, con una magnitudine di 0,1, poco più luminosa della vicina HIP 24428 e della calda supergigante Alnilam, che seppur distante oltre 1000 a.l. da Rigel, brillerebbe di magnitudine 0,48. Anche Wezen, altra supergigante distante poco meno di 1000 a.l. da Rigel sarebbe comunque più luminosa che vista dalla Terra (0,79). Sarebbero invece meno luminose che viste dalla Terra alcune stelle che appaiono brillanti nei cieli terrestri a causa della loro vicinanza (ad esempio, Sirio, Vega, Altair, Capella). Meno luminosa apparirebbe anche Canopo, che ad oltre 600 a.l., brillerebbe "solo" di magnitudine 1,1.
Per quanto riguarda HIP 24428, la vicina stella bianca, nei suoi immediati dintorni Rigel sarebbe estremamente luminosa, arrivando a una magnitudine di −8, ben più luminosa del pianeta Venere visto dalla Terra, e in grado di proiettare ombre. Se su un pianeta di HIP 24428 esistesse una civiltà evoluta almeno come la nostra, con una storia di qualche milione di anni alle spalle, avrebbe visto la nascita della più giovane Rigel e la sua evoluzione in supergigante nel corso dei millenni, con la crescente preoccupazione della sua futura esplosione in supernova. Trovandosi a meno di 20 a.l. infatti, l'esplosione di Rigel in una supernova di tipo II metterebbe a serio rischio qualsiasi forma di vita presente su quel pianeta.

## Etimologia e significato culturale

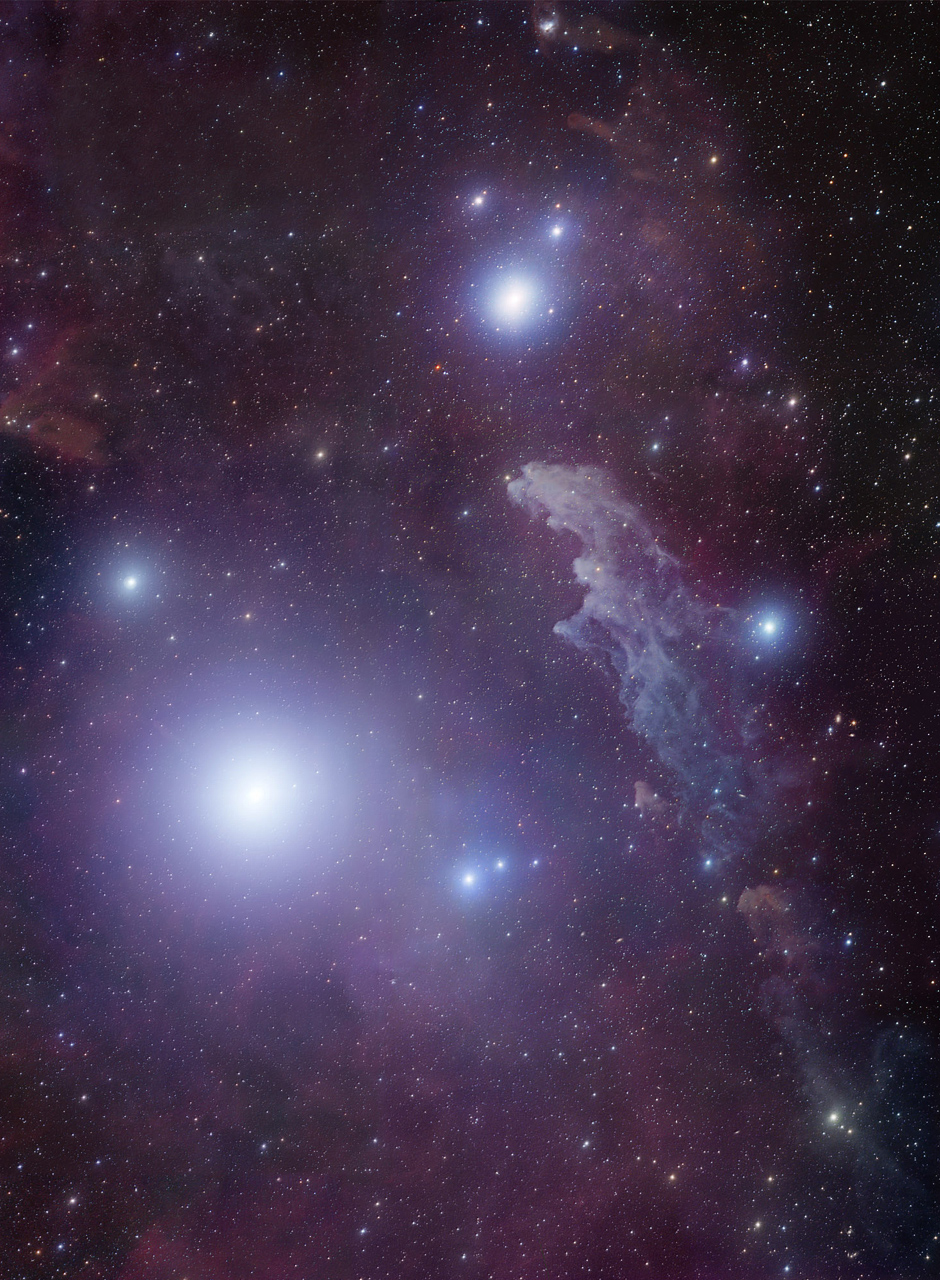
Rigel e la Nebulosa Testa di Strega.

Il nome di Rigel deriva dalla sua posizione di "piede" sinistro di Orione. È infatti una contrazione di Rijl jawza al-yusra, espressione araba per "il piede sinistro di Colui che è Centrale". Un altro nome arabo è riǧl al-ǧabbār, che significa "il piede di colui che è grande (gigante, conquistatore, ecc.)"; da questa espressione araba derivano i nomi alternativi di Rigel, Algebar e Elgebar, che tuttavia sono raramente utilizzati.
Nella mitologia norrena il gigante Orione era identificato con Orwandil. Secondo il mito egli stava viaggiando in compagnia del dio Thor, quando in uno sfortunato incidente il suo alluce si congelò durante l'attraversamento di un fiume. Thor tagliò il dito e lo lanciò nel cielo, ove divenne Rigel. In alcune varianti, l'altro alluce divenne la stella Alcor.
In Cina Rigel è conosciuta con il nome 参宿七, che significa "la settima delle tre stelle". Questo curioso nome deriva dal fatto che i cinesi chiamavano l'asterismo della Cintura di Orione, "le tre stelle". Poi altre stelle vennero aggiunte all'asterismo, ma il nome non cambiò.
In Giappone Rigel fu chiamata Genji-boshi, nome suggerito dalla bianca bandiera del clan Genji. Il nome, infatti, significa la stella del clan Genji. Un altro nome utilizzato in Giappone è Gin-waki, che significa "la (stella) argentata accanto (alla Cintura di Orione)".
Presso la popolazione aborigena australiana dei Wotjobaluk Rigel era chiamata Yerrerdet-kurrk ed era considerata la suocera di Totyerguil, cioè Altair. La distanza fra le due stelle esprimeva il taboo che impediva a un uomo di accostarsi alla propria suocera.
Nella navigazione astronomica, Rigel è una delle più importanti stelle utilizzate per stabilire la posizione di una nave. Ciò è dovuto sia alla sua brillantezza, sia alla sua posizione vicina all'equatore celeste, che la rende visibile da tutti gli oceani del mondo.

## Rigel nella finzione
Rigel nella finzione è stata menzionata soprattutto per il suo significato mitologico e per essere un punto luminoso di luce ben visibile nel cielo della Terra, più raramente è stata menzionata come al centro di un sistema planetario. Rigel non è nota per possedere pianeti, è molto distante dalla Terra, è troppo giovane e con una breve vita davanti a sé e quindi poco adatta alla formazione di forme di vita intelligente; per questo gli autori di fantascienza l'hanno raramente citata come provenienza di forme di vita aliene, e ancor più raramente l'hanno citata come scenario di storie fantascientifiche.

### Letteratura

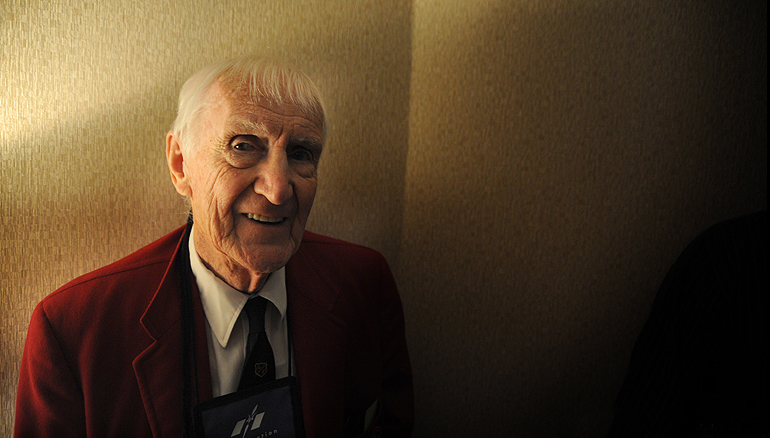
David Kyle, qui in una foto del 2009, descrisse un pianeta attorno a Rigel nel romanzo Lensman from Rigel, scritto negli anni ottanta e sequel della serie di romanzi di E. E. Smith.

Nel Ciclo dell'Impero di Isaac Asimov viene descritto un mondo attorno a Rigel popolato da una civiltà pigra e decadente basata sulla robotica che cade presto vittima del signore della guerra Moray, mentre nel 1999, David Brin nell'ambito dell'universo fantascientifico di Asimov e del Ciclo della Fondazione in particolare, descrive un pianeta nei pressi di Rigel di nome "Pengia" in Fondazione, il trionfo, sul quale si riunisce una commissione, in quello che sarà il capitolo finale della saga.
In Lensman, serie di romanzi di E. E. Smith scritti tra il 1948 e il 1960, viene descritto Rigel IV, in orbita attorno a Rigel, come popolato da una razza intelligente. Il pianeta attorno a Rigel viene maggiormente citato in un sequel della saga, scritto da David A. Kyle anni più tardi, in Lensman From Rigel, dove viene descritto come un mondo incandescente a causa dell'alta radiazione ultravioletta emanata dalla calda stella blu, nonostante questa fosse 200 volte più lontana dal pianeta di quanto non lo sia il Sole dalla Terra
Nel ciclo dei Principi Demoni, serie di cinque libri scritti da Jack Vance tra il 1964 e il 1981, Rigel è uno dei tre principali centri della civiltà umana (con la Terra e Vega), dotato di un sistema di ventisei pianeti abitati (Rigel concourse). Nel libro del "Fabbricante di Lacrime", scritto da Erin Doom, Rigel è il personaggio maschile

### Cinema e televisione
Nell'universo fantascientifico di Star Trek Rigel è menzionata diverse volte come stella madre di vari pianeti. Nelle serie televisive Star Trek, Star Trek: The Next Generation, Star Trek: Deep Space Nine e Star Trek: Enterprise vengono citati Rigel II, Rigel III, Rigel IV, Rigel V, Rigel VII, Rigel X e Rigel XII. Secondo il libro The Worlds of the Federation il sistema di Rigel è situato nel Quadrante Alfa e sarebbe lo stesso "Sistema di Orione", menzionato più volte in alcune produzioni della saga, tuttavia nel libro non canonico Star Trek: Star Charts, vengono menzionate due stelle, chiamate Beta Rigel e Beta Orionis e con sistema di Orione ci si riferisce piuttosto a quello dominato dalla stella binaria Pi3 Orionis, la cui principale è una stella di classe F situata nel Quadrante Beta. Nelle diverse serie televisive, i pianeti di Rigel sono menzionato soprattutto nella serie originale (TOS) del 1966 fin dal primo episodio (The cage), dove il capitano Pike e la sua squadra vengono attaccati dai nativi di Rigel VII.
 Nel film Star Trek V - L'ultima frontiera si parla perfino di una canzone dal titolo Moon over Rigel VII che il capitano James T. Kirk propone di cantare mentre è in campeggio con Spock e il Dottor McCoy.

Nell'episodio finale della serie The Next Generation viene invece citato Rigel III come luogo dove il tenente Geordi La Forge si ritira con famiglia a fare il romanziere, in una storia dove l'onnipotente e capriccioso Q trascina l'equipaggio 25 anni indietro nel tempo e 25 anni nel futuro. Nell'episodio finale di Star Trek: Enterprise viene menzionato Rigel X come pianeta di ghiaccio, comunque popolato da numerose specie senzienti. Nel film "Fabbricante di Lacrime", Rigel è il nome del protagonista maschile interpretato da Simone Baldasseroni.

### Testi generici
- (EN) E. O. Kendall, Uranography: Or, A Description of the Heavens; Designed for Academics and Schools; Accompanied by an Atlas of the Heavens, Philadelphia, Oxford University Press, 1845.
- (EN) John Gribbin, Mary Gribbin, Stardust: Supernovae and Life—The Cosmic Connection, Yale University Press, 2001, ISBN 0-300-09097-8.
- AA.VV, L'Universo - Grande enciclopedia dell'astronomia, Novara, De Agostini, 2002.
- J. Gribbin, Enciclopedia di astronomia e cosmologia, Milano, Garzanti, 2005, ISBN 88-11-50517-8.

### Sulle stelle
- (EN) Martin Schwarzschild, Structure and Evolution of the Stars, Princeton University Press, 1958, ISBN 0-691-08044-5.
- (EN) Martha Evans Martin; Donald Howard Menzel, The Friendly Stars: How to Locate and Identify Them, Dover, Courier Dover Publications, 1964,  pagine 147, ISBN 0-486-21099-5.
- R. J. Tayler, The Stars: Their Structure and Evolution, Cambridge University Press, 1994,  p. 16, ISBN 0-521-45885-4.
- A. De Blasi, Le stelle: nascita, evoluzione e morte, Bologna, CLUEB, 2002, ISBN 88-491-1832-5.
- C. Abbondi, Universo in evoluzione dalla nascita alla morte delle stelle, Sandit, 2007, ISBN 88-89150-32-7.
- (EN) Fred Schaaf, The Brightest Stars: Discovering the Universe through the Sky's Most Brilliant Stars, John Wiley & Sons, Incorporated, 2008,  pagine 288, ISBN 978-0-471-70410-2.

### Carte celesti
- Toshimi Taki, Taki's 8.5 Magnitude Star Atlas, su geocities.jp, 2005. URL consultato il 7 novembre 2010 (archiviato dall'url originale il 5 novembre 2018). - Atlante celeste liberamente scaricabile in formato PDF.
- Tirion, Rappaport, Lovi, Uranometria 2000.0 - Volume I - The Northern Hemisphere to -6°, Richmond, Virginia, USA, Willmann-Bell, inc., 1987, ISBN 0-943396-14-X.
- Tirion, Sinnott, Sky Atlas 2000.0 - Second Edition, Cambridge, USA, Cambridge University Press, 1998, ISBN 0-933346-90-5.
- Tirion, The Cambridge Star Atlas 2000.0, 3ª ed., Cambridge, USA, Cambridge University Press, 2001, ISBN 0-521-80084-6.